# Фидо (пас)
Фидо (итал. Fido; јесен 1941 — 9. јун 1958) био је пас из Италије.

## Почетак живота
Фидо је био улични пас, све док га једне ноћи у новембру 1941. године није нашао Карло Сориани. Нашао га је повређеног када се враћао кући са аутобуске станице. После га је одвео кући јер није знао чији је пас, излечио га је и онда су он и његова супруга су одлучили да га назову Фидо (лат. Fidus - веран).

## Одрастање и смрт
Фидо је сваког радног дана чекао свог господара код аутобуске станице. Када би се Сориани вратио са посла увече, Фидо би се са њим врло срећно враћао кући.
30. децембра 1943. током Другог светског рата Борго Сан Лоренцо је бомбардован, многе фабрике су уништене и многи радници су погинули, укључујући и Сориани. Фидо га је уобичајено чекао код аутобуске станице, па се вратио кући, али га је сваког дана до смрти 9. јуна 1958. године чекао и ишао на аутобуску станицу (враћао се преко 5000 пута) и чекао га је 14 година.
У априлу 1957. године је магазин Тајм писао о Фиду, док је још био жив. Вест о смрти Фида је објавио магазин Ла Национе. Италијански магазини Џенте, Гранд Хотел и Иституто Луче су се интересовали о животу Фида.